# 大貝獣物語
『大貝獣物語』（だいかいじゅうものがたり）は、1994年12月22日に日本のハドソンから発売されたスーパーファミコン用ロールプレイングゲーム。
ファミリーコンピュータ用ソフト『貝獣物語』（1988年）の続編で、主人公である火の貝の勇者を操作し、大魔王ファットバジャーの復活を阻止して幻大陸「シェルドラド」を救出する事を目的としている。仲間が主人公の手助けをする「すけっと」システムを特徴としている他、残酷な表現を伴う暗いストーリー展開が話題となった。前作はナムコから発売されたが、本作では発売元がハドソンとなっている。
開発はバースデイが行い、プロデューサーおよびディレクターはPCエンジン用ソフト『ニュートピアII』（1991年）を手掛けた藤原茂樹、企画はPCエンジンSUPER CD-ROM²用ソフト『天外魔境 風雲カブキ伝』（1993年）を手掛けた中田伸一および及川英紀の他にPCエンジン用ソフト『ボンバーマン』（1990年）を手掛けた桑原司、音楽は前作に続き安全地帯のベーシストである六土開正が担当している。
1997年にニンテンドウパワーの書き換えサービス対応ソフトとして再発売された他、携帯電話ゲームとして2006年にiアプリ、2008年にEZアプリにて配信された。
後に同機種にて続編となる『大貝獣物語II』（1996年）が発売された。

## 概要
本作は「貝獣物語シリーズ」作品の第2弾であるが、前作『貝獣物語』の物語と直接に繋がりはない。
本作の特徴として、「すけっと」システムが挙げられる。Aすけっと、Bすけっと、Cすけっとに分けられた仲間がそれぞれの能力を駆使して主人公を助けてくれる。序盤からほとんどの仲間（Aすけっと）が揃っているのも特徴。
戦闘中、他の仲間に話しかけること（攻撃で仲間を選ぶことで可能）も可能で特定の掛け合いでは仲間たちへの支援効果も得られるバトルトークシステムや、自分だけの町が作れる「我が町システム」（4つの区画に武器屋など好きな店を作ったり、町の名前を変更することが可能）も本作品での特徴のひとつである。また、本作においては自然治癒しないバッドステータス「病気」が各種存在する。
2006年11月27日には、携帯電話向けゲームとしてリメイクされた『大貝獣物語MOBILE』が配信された。
トレーディングカードゲーム『大貝獣物語 THE MIRACLE OF THE ZONE』が天田印刷加工から発売された。

## 設定

### ストーリー
舞台は、幻大陸「シェルドラド」。
シェルドラドにはさまざまな種族が共存しており、数年来、平和な生活を送ってきた。そんなある日、地中深くに眠っていた何かが突然海から飛び出した。その直後突然大津波がシェルドラドを襲い各地で大きな被害が相次ぐ。
一方貝獣達が暮らしている貝獣島に空から謎の物体が落ちて来た。それはかつて世界を恐怖に陥れた、大魔王ファットバジャーを封印しているオーラの玉。ファットバジャーの復活を予兆した貝獣村の仙人は、異世界（＝地球）から、ファットバジャーを封印した「火の貝の勇者」を再び召喚することを提案する。
そして、シェルドラドに召喚された主人公は勇者として迎えられ、「火の貝」を携え、魔王ファットバジャーの復活を調査する旅へ出発した。

### 舞台
主人公達が冒険する舞台「シェルドラド」について以下に解説する。

#### 町・村
チクリー
サボテン族が暮らしている村。始めは謎の敵の襲撃により壊滅している。
薬作りが盛ん。
サンドサイド
アルバータが治める町。勇者の館があり、序盤から中盤にかけてのパーティの編成はここで行う。中盤以降は仲間がドラドシティーに移動するため利用できなくなる。
ブリッジタウン
クシューラと初めて出会った街でもある。
オーラン
ドグラーによって壊滅された小さな村。ドグラー撃破後は復興する。
モグール村
モグール族が暮らす村でプーの故郷。
ラミール
四オババの1人・ミルミーが住んでいる町。謎の船の襲撃を受けて壊滅状態になっており、さらに住人もマユにされている。
ウエストサイド
ラルゴ牛が有名らしい小さな町。マギーをパーティに入れた状態で訪れるとイベントが起こる。
シーマン神殿
シーマン族が暮らす神殿。神殿の中には町がある。
マーナリー
港町。ラバンの鍛冶屋があり、漁師のゲンジが住んでいる。
仮面族の村
樹齢1000年もある御神木そのものが村で、中には仮面族が生活している。その御神木は病気にかかり動物が近寄らなくなった状態に陥っている。あるアイテムを使うと御神木は元気を取り戻す。
サンドラ
ゼニムが治めている裕福な町。四オババの1人・コリコットもここに住んでいる。
モスウッド
大木の上に作られた熊族の村。トリーの仕立て屋もそこにある。
ポグーの村
火山島であるバドラー島にある村。バドラー島は鳥族が住む島でバードの故郷でもある。多くの囚人が収用されていることから監獄島とも呼ばれている。
アイスマンの村
言葉を話すアイスマンの像と回復をしてくれる白い鳥がいるだけの村とは言いがたい場所。
ドラドシティー
シェルドラドの中心部に位置する大都心。謎の船の襲撃で破壊され、モンスターが徘徊する危険な場所と化した。ファットバジャー撃破後は安全さを取り戻し、復興活動が行われるようになる。中盤以降は勇者の館もここに変わる。
カメレオン村
カメレオン族が住む村。祠にはグロムラーの卵が納められている。
ヘクス島
ヘクス人が住む小さな島でザルドンの故郷。
ハーモニー城
コルドバーンにある城。キララの父・ウォッカ王が治めている。
リトルヘブン
リンダの故郷である、島に建つ教会のある小さな村。村にはいくつか墓があり、リンダの両親の墓もある。
貝獣島
貝獣達が暮らす島で、オープニングで最初に訪れることになる場所。

#### ダンジョン
遺跡の神殿
最初に訪れるダンジョンでサンドサイドからブリッジタウンに繋がっている。妖精のサラがモンスターに囚われており、助け出す必要がある。
滝の洞窟
ブリッジタウンの西側にある洞窟でゴブリンやコボルト等の亜人系モンスターの生息地でもある。抜けた先はオーランに繋がっている。
ドグラー砦
オーランから更に西にいった先にあるドグラーの根拠地。周辺の土地もドグラーの支配下にある様で、モンスターも「ドグラー暗殺隊」「ドグラー救急隊」「ドグラーアーミー」といったドグラーの私兵が中心に出現する。砦の中には各地の街から拐われた女性がたくさん囚われている。世界崩壊後は水没し、入れなくなる。
亀裂の洞窟
シーマン神殿を襲撃したババロガンバがいる洞窟。
ガル山脈
マーナリー南方に位置する山脈。剣を作るのに最適な素材「コスモストーン」が採取できる。
あやしの森
仮面族の村南方にある不気味な雰囲気を漂わせる森。迷路の様になっており、森の至る所で命を落としたと思われる骸骨が確認できる。世界崩壊後は水没し、入れなくなる。
ゼニム屋敷
サンドラの町を支配するゼニムの屋敷。非常に豪勢な作りになっているが、中にはトラップやファットバシャーに生贄にする人々を捕らえるための牢獄まで複数存在する。地下には隠し港も存在する。
南の森サウサ
かつて狼族が住んでいた森だが、現在はモンスターが徘徊する危険地帯である。帯電カッパを作るためのエレキ草を採取できる。
ストームマウンテン
ストームバードと呼ばれる巨大な鳥が住む山で、常に雷雨が降り注いでいる。
シャベロンの洞窟
スノーマンの村へ続いている洞窟。
秘密の地下道
雪の大陸から大陸中央部ドラドシティーに繋がっている地下道。
ドラドシティー城
シェルドラド最大の都市ドラドシティーにある王城。しかし、ファットバシャーの復活により城内も城下町もモンスターに支配され、ボロボロとなっている。
風の塔
世界南東にあるウインドドラゴンの所在地。当初は突風により中には入れない。
溶岩洞ランドン
ランドドラゴンの所在地。火山の洞窟の様なダンジョン。
水の洞窟アクアン
アクアドラゴンの所在地。侵入するには潜水艇でしか入れない。洞窟というよりは海底神殿といった趣のあるダンジョン。
氷の洞窟
ハーモニー城の近くにある洞窟。グロムラーエッグの卵が眠る場所であり、ホワイトフッドの縄張りとなっている。
バイオベース
ギャプ・ファー軍のグシューがラフラーという大きな花を改良して作った生体基地。大地からの栄養を吸い取り、ギャプ・ファーに送るための施設であり、基地内には世界中から誘拐した生物を繭と一体化させ、死ぬまでエネルギーの吸収を行っている。既に繭に取り込まれた者は助け出すことは不可能であり、繭と完全に同化した亡骸も大量に存在している。更には人々をモンスターに改造するための施設まで兼備しており、培養することで怪物化するシリンダーケースや血に染まった手術室もある。
火山洞

失われた神殿

ギャブ・ファー基地
海底にあるギャプ・ファー軍の本拠地。

## 登場人物
火の貝の勇者（デフォルト名なし）
本作の主人公。貝獣村の仙人によって「シェルドラド」に召喚された地球人で、本作ではアラビア風の服装を身にまとう。火の貝の所持者で、名前の通り火属性の魔法や特技を習得する。逆に、水属性の魔法には弱い。ステータスはオールマイティ型で、攻撃魔法･回復魔法をバランスよく習得する。

### Aすけっと
パーティの一員として主人公と共に戦う。メンバーは自由に編成でき、最大3人まで連れて行けるが、主人公がパーティから外れる特定のイベントでは4人連れて行ける。
基本的に大部分のメンバーは序盤の町で滞在しているが、途中で仲間にする必要があるものもいる。
これらの仲間は、連れているとそのキャラに関するサイドストーリーが発生する。
バトルトークシステムにより、戦闘中に会話をしかける組み合わせ次第で支援効果が発揮される場合がある。

#### 貝獣
主役格として扱われておりオープニングから登場するが、ゲーム中では彼らを一度も仲間に入れなくともクリア可能となっている。
バブ
貝獣村出身の白い貝獣で大地の貝の勇者。責任感が強く、貝獣トリオのリーダー格。貝獣仙人の命で失われた3つの秘貝を探しにクピクピやポヨンと共に旅立ったが、航海中に大津波に襲われてしまった。その後はサンドサイドの勇者の館にたどり着き、そこで主人公と出会い仲間の1人として活躍する。全体的に平均以上のステータスを誇る万能型。武器はブーメランで、剣に比べて攻撃力は低いものの常に全体を攻撃できる。運がずば抜けて高く、会心の一撃や2回攻撃など高ダメージを与える「ラッキー」が出やすい。大地、菌属性の魔法を習得する。水・雷系の魔法のダメージを受けない。貝獣シリーズ通して出演するキャラクターの一人。
肩書きは前作と変わらず大地の貝の勇者だが、専用の防具が大地の盾でなく水の盾になっている。地属性には耐性を持たず水属性を無効化する体質と設定されている。
クピクピ
貝獣村出身の肌色の貝獣で大気の貝の勇者。性格は臆病で引っ込み思案。語尾に「‐クピ」を付けて話すのが口癖。バブとポヨンと共に3つの秘貝を探す旅に出たが大津波に襲われ離ればなれになってしまう。バブ達とはぐれた後大魚に飲み込まれていたが、漁師のゲンジがその大魚を釣り上げたことで大魚の中から自力で脱出した。そこで主人公達と出会いその後は主人公の仲間の1人として活躍する。攻撃力も防御力も低く、戦闘不能になることが比較的多いが、魔法のエキスパートで、回復魔法から風属性の攻撃魔法まで幅広く習得する。特に回復と防御の支援にかけては優秀。攻撃力、防御力、体力などのステータスは全体的に低いものの、ステータス異常にならない利点もある。
前述の通り風属性の魔法を習得するが、風属性の最強魔法は習得できない。
ポヨン
貝獣村出身の黄緑色の貝獣で水の貝の勇者。非常にのんびりした性格でマイペース。語尾に「‐だな」や「‐なんだな」を付けることが多い。バブ達と共に3つの秘貝を探す途中大津波に襲われ行方不明になるが、ある場所で特定の条件を満たすと登場し主人公達と出会う。非常に食いしん坊でどんな場面でもほとんど食べ物のことや食べることしか考えていない。攻撃力と防御力が高く、敵の特殊攻撃を目の当たりにすることで習得する「体感魔法」を使うことができる。足が遅かったり魔法全般に弱かったりという弱点がある。
ポヨン専用の盾はバブと入れ替わりで大地の盾になっているが、本来はこちらが水の貝の勇者である。ただしあらゆる属性攻撃に弱いと言う弱点は、水属性に対しても例外ではない。

#### その他
ザルドン
石族の集落、ヘクス村の長。42歳。外見に似合わず優しい性格で家族想い。家族には妻・ミルザと息子・コルドンがいる。体が石でできており、防御力は仲間の中で最も高い。もともと石なので石化魔法や地属性魔法を無効化する。しかし、その他の魔法にはめっぽう弱く、ステータス異常にもなりやすく、鈍重な上に装備できる武具が少ないのが欠点。
Mobile版では丸みを帯びた外見に修正された。
キララ
コルドバーン地方にあるハーモニー城の王女。17歳。王女の身分にうんざりして、城を抜け出した。プレイヤーの冒険手順によっては父・ウォッカ王によって檻に閉じ込められてしまうイベントがある。回復と水属性の魔法をバランスよく習得し、MPも非常に高い。他の女キャラと比較して体力はそれほど低くなく、素早さが高めなのと女性キャラの中で唯一盾を装備できるのも強み。水属性魔法を無効化できるが、火属性魔法にめっぽう弱い。武器は鞭で攻撃力は低めだが、序盤は武器での攻撃でも活躍できる。
ガロウ
狼族の数少ない生き残り。20歳。好戦的な性格で、とある窮地でも戦いに身を躍らせるほど。右目は同族によって失明し、その目を奪った同族を追って旅をしている。攻撃力･攻撃性能が非常に高く、体力はずば抜けて高い。逆に、防御力が仲間の中で最低で、ザルドンと同じく魔法全般に弱い。また魔法を使う際に必要なMPがゼロであるため、全仲間で唯一魔法を使えない。ただし、特技は非常に強く、戦闘バランスを崩すほど。
バード
バドラー島の警備隊長を努める鳥族。28歳。囚人の多い警備隊長という立場から真面目な言動が多い。素早さが高く、風属性の魔法を習得する。ただし防御力がやや弱い。鳥族という特製上、風・地属性魔法は効かないという利点がある。
リンダ
リトルヘブンの教会で生まれ育ったシスター。18歳。ドグラーに殺された両親の仇を討つためにパーティに参加する。旅先で亡くなった人達にお祈りをする優しさを持つ。攻撃力が最低で攻撃魔法も限定的なため肉弾戦には全く向かないが、回復魔法や補助魔法を数多く習得し状態異常にもかかりにくい。
Mobile版では衣装が大きく異なる。
マギー
自称、大魔導士で元気な101歳。大のお酒と女好き。様々な魔法が使えたが、ある日酔った勢いで手を出した女の子に殴られそのショックで魔法を全て忘れてしまう。力と体力は弱いが、知力(MP)は仲間の中で最も高く、さまざまな攻撃魔法を習得する。また魔法耐性が高く、敵からの特殊攻撃に強い。
トキア
天候魔導師の少女。10歳。幼い頃、ストームバードにさらわれ、魔導士ディーマによって助けられた。しかしどこから来たのか分からなかったためそのまま彼の元で育つ。実はモスウッドの仕立て屋、トリーの孫娘で本名はソニア。トキアというのはディーマによってつけられた名前であり、その名前に改めている。武器は弓。天候魔法を習得し、さまざまな属性攻撃に優れている。他の女キャラと比較して素手の力はそれほど弱くないが、体力が低い。
キラー
謎のアサシン。ドグラー暗殺隊に所属していたが人の命を奪うことに耐えきれなくなり抜け出した。その結果、育ての親で師匠のギルマーダから命を狙われることになる。実は20年前に行方不明になったというドラドシティー城の王子で、本名は「ドラド・シェル・レスター」。仲間の中でも戦闘能力が高く、中でも素早さも高い。また両手に武器を持ち二回攻撃ができるという特性を持つ。他にも敵からアイテムを盗んだり、投げ専用のアイテムを使って敵を攻撃する特技を持つ。ザルドンやガロウ同様、補助魔法全般に弱いためステータス異常になりやすく、光系魔法が弱点。
ポット
隠しキャラ。数々の召喚獣を従える凄腕の召喚士だが、召喚獣を使った悪行の振る舞いから壷に封印されてしまった。その後は商人に売られ、購入した人間に海に捨てられるなどして世界を転々とし勇者の館にたどり着いたらしい。作中では自身の素性を暗示する発言があり、素性は個人エピローグおよび次回作で明らかになる。ファットバジャーを自分の召喚獣にすることを夢にしている。ステータス的にはマギーと同じ魔法使いタイプで、体力･攻撃力は最低クラスだが魔力が非常に高く、また召喚魔法というポット固有の魔法を習得する。壺を防具として使用し、最強の壺は全装備中でも飛びぬけて高い守備力を誇る。
ロボット（名前変更可能）
オーラの玉（?）から生まれたロボット。ギャブ・ファー軍の兵器だったが故障で優しい心の持ち主となり、主人公達の仲間となる。戦闘には参加しないが、一定確率で敵の攻撃から主人公達を庇う。エンディングでは爆破しようとするギャブ・ファー基地を自ら動かしてシェルドラドを離れ、その上空で最期を遂げた。イベントが進むにつれ、外見が大きく変わっていく。また、ロボットにはステータスが指定されておらず、攻撃を受けてもダメージは一切受けない。

### Bすけっと
コマンド「すけっと」で呼び出すことができ、特定条件下で呼び出すとそれぞれの能力で主人公を助けてくれる。
クイック
ロープ投げの名人。サンドサイドで井戸にはまっていたところを主人公に助けられる。高いところにロープを引っ掛けて渡ることができるが、引っ掛かりがないと渡れない。
Mobile版ではSFC版の没デザインに修正されている。
ドロン
墓場に閉じ込められた大泥棒の幽霊。ダンジョン内を偵察することができる。
ピッギー
オーク族の女性。他のオーク族は大津波で絶滅したため彼女が生き残りである。ドグラーの手下だったが、曲がったことが嫌いな性分ゆえに離反した。力持ちで大きな岩をどかすことができる。
ミャン
ピクシーの少女。サラの妹で冒険の途中に姉と再会する。小さな穴の中に入ることができる。
プー
モグール族の子供。「プー」としか話すことができず、彼との会話では括弧内に対訳セリフが表示される。（他のモグール族も同様）。両親とはぐれたところをミルミーに拾われた。トンネルを掘って最後に立ち寄った町に戻ることができる。
ゲンジ
マーナリーの漁師。海で魚やアイテム（主に合成用の材料になる）を釣ることができる。
ポチ
ピープーが発明したロボット犬。町で地中に埋まったアイテムを掘り起こすことができる。

### 裏Bすけっと
Bすけっとと役割は同じだが仲間にしなくてもゲームの進行には影響はない。全員が貝獣で構成されており、フィールドでしか使用できない。
ジーサ
ダジャレ好きの貝獣のじいさん。呼べばひたすらダジャレを聴かせてくれる。
トンガリ
ロック好きの貝獣。ギターを奏でることによって敵を呼び寄せることができる。
パタパタ
鳥型の貝獣。フィールド上を偵察することができる。
※『大貝獣物語MOBILE』では集まったスタンプの数を教えてくれる。
メロディ
女性の貝獣。ハープを奏でることによって敵の出現を抑えることができる。
ヘケメケ
スタンプラリーを完全制覇することによって仲間になる貝獣。フィールド上で呼べばいつでもアイテムを売ってくれる。

### Cすけっと
Bすけっとと違い特定の場所（ウロを除く）に常駐し主人公を助けてくれるすけっと。
アロエス
サボテン族の少女でチクリーの村長カクタスの娘。2つの薬品系アイテムを調合して薬を作ることができる。
ディープ
ドラドシティ地下のドックにいる発明家。潜水艦の開発者。2つの物質系アイテムを混ぜ合わせて発明品を作ることができる。ネーミングセンスが悪い。
ピープー
ディープの助手。気弱な性格。ポチの製作者。師弟揃ってネーミングセンスが無い。よく名前を間違われる（ピーピー、プープー、ピーポーパー、プリプリなど）。ただし、ディープに関してはわざと間違えている可能性が高い。
ラバン
マーナリーの町にいる鍛冶職人。主人公の剣を鍛えてくれる。
ウロ
世界中を旅する遊牧民。世界のどこかでテントを構えており、主人公達を休ませてくれる。

### 冒険で出会う人々
貝獣仙人
全ての貝獣を束ねる長。ファットバジャーの復活を予見し火の貝の勇者を召喚した。またその以前、貝獣トリオに失われた大地、大気、水の3つの秘貝の捜索を命じ旅立たせている。終盤にギャブ・ファー軍の襲撃で他の貝獣達もろ共さらわれてしまう。
カクタス
チクリーの長老でアロエスの祖父。アロエスと共に村に漂着した主人公を介抱し、彼に勇者の館があるというサンドサイドに導く。
アバルーダ
サンドサイドの名士。ドグラーに賞金をかけ、有志を勇者の館に呼び寄せている。
サラ
ミャンの姉であるピクシー。ある場所に閉じ込められており、そこに訪れた主人公達にテレパシーで助けを求める。救出後はグレートノームの家で病気のグレートノームを看病している。
クシューラ
ブリッジタウンで出会う緑色の髪の少女。記憶喪失で自分の記憶探しのため旅に出る。その後も何度か主人公達の前に現れる。
ギール
シーマン族の長老。神殿の中で水の貝を保管していた。大魚ババロガンバに飲み込まれるが主人公達の活躍で救われた。
ミルミー
四オババの一人。ラミールに住んでいる。謎の宇宙船の襲撃を受けマユにされていたが、主人公の助けで解放された。マユの中で寝ていたらしい。プーも保護していた。
マージ
四オババの一人。ウエストサイドに住んでいる。
コリコット
四オババの一人。サンドラに住んでいたがドラドシティーの異変に気付き旅立つ。ゼニムが嫌い。
エベル
四オババの一人。パール島に一人で住んでいる。ポットがパーティにいる状態で会うとポットを壷に封印した張本人であることが明かされる。
グレートノーム
1000年生きるという老賢者で四オババの父親。始めは病に伏しているが主人公達の持って来た薬のおかげで回復し、以降は主人公達に幾度も助言を与える。
トリー
熊族の住むモスウッド村で仕立て屋をしている老婆。特定のアイテムを持っていくとそれを元に装備品などを作ってくれる。実はトキアの祖母で、彼女を連れている状態で会うと再会を果たす。トキアの個人エピローグではトキアと共にディーマの島で暮らし始める。
ギルダー
バドラー島の囚人。何処からか大地の貝を入手したことで反乱を起こし主人公達と対決する。一度倒されても復活し、グラフィックが変化する。
ディーマ
孤島に住む天候魔導士。ストームバードに捕まったトキアを救った恩人で育ての親。特定の条件を満たすと彼が突然姿を消すイベントが発生する。
ミルザ
ザルドンの妻。夫婦仲は良好で旅先で活躍する夫を息子と共に応援している。
コルドン
ザルドンの息子。父親を最も尊敬しており、父親のように強くなるため稽古に励む努力家でもある。ザルドンのサイドストーリーで謎の病気に伏せてしまうがザルドンの活躍で回復する。
バラードとシュルネリ
リンダの両親でリトルヘブンの教会の神父夫妻。ドグラーの襲撃前に娘を避難させることに成功したが、その直後夫婦揃ってドグラーに殺害される。
ウォッカ
ハーモニー城の王でキララの父親。黙って城を抜け出した娘を罰として牢屋に閉じ込めてしまうが、王の好物を持って来るとキララのことを許し和解する。
マゴー
マギーの長年のライバル。マギーのサイドストーリーで2回ほど対決するが、2回目の敗北後はマギーの実力が自分よりも上だと認めてどこかへと去る。マギーの最強魔法を思い出すきっかけにもなる。
ワルス
狼族の男でガロウの右目を失明させた張本人。
ピッポ
狼族の少年。ガロウのサイドストーリーで登場する。ガロウの個人エピローグではガロウと共に森で暮らし始める。

### ドグラー一味
カイル
ドグラーの右腕で、捕まった仲間を抹殺したり、薬売りに変装して主人公達に接触するなどスパイ活動を主な任務としている。敗北後ドグラーに捨てられるがその後は霊を操る力を身に付け、リンダの故郷リトルヘブンの人達の魂を抜き取っていた。主人公達が初めて闘うボスキャラ。
ドグラー
悪の奴隷商人。オーラン地方に自身の居城である「ドグラー砦」を本拠地とし、「ドグラー暗殺隊」や「ドグラー救急隊」、「ドグラーアーミー」など私兵団を有している。オーラン周辺だけでなくブリッジタウン地方、サンドサイド地方でも活動し、部下のゼニムがサンドラの街を実質的に統治するなど組織はかなり大規模。ファットバジャーを復活させるべく生贄の女性を集めている。かつて美しいと評判だったリンダを攫うべくリトルヘブンを襲撃し、リンダの両親を殺害した過去があり、リンダにとっては両親の仇。猪首でけばけばしい身なりをした太り肉の男だが、自分を「最も美しい」と思っているらしい。自称「悪のプリンス」。火の貝の勇者にドグラー砦で敗れ、物語序盤で死亡。戦闘直前のグジューとの会話から彼女に唆されて、ファットバジャー復活を企てていた事が分かる。
ゼニム
元ドグラーの部下でサンドラの町を治める富豪。ドグラーの部下ではあるが、上司をかなり嫌っていたようで、ドグラーの肖像画にバツ印を書いたりドグラーが死んだことを喜んでいた。見栄っ張りのオカマ口調で、自らの屋敷の絵を本物より立派に書いたり、自らの肖像画を10倍くらい美形に書いたりしていた（地下にあった肖像画は100倍くらい美形に書いてある）。裏ではファットバジャーの復活を企んでいるが、上司のドグラー同様に彼もグジューに唆されて行動している。本来戦闘能力は無いに等しいのだが、ダメージを無効化する魔法の鎧と魔法大全集を何処からか入手し、戦う時はこれらを使用する。また邪神像に命を吹き込み、合体魔神として運用するなど魔法技術にも優れる。合計で二回戦い、一回戦後の命乞いを聞き入れてしまうと不意打ちで体力を減らされてしまうなど姑息な人物である。最後は火の貝の勇者に敗れ、グジューの名を呟きながら自ら屋敷の屋上から転落死する。
アーズラ
ゼニムの執事。ドグラーを倒した主人公達をゼニムの屋敷に招待するが実は罠にはめようとしていた。その後は本性を表し主人公達に襲いかかる。
ギルマーダ
ドグラー暗殺隊の長でキラーの育ての親。ドグラーの死後、暗殺隊が壊滅した後も抜け忍となったキラーの命を狙っている。殺しを躊躇うキラーに「お前は殺人マシーンだ」と吐き捨てるが、本心では殺しの愚かさ、キラーを暗殺者に育ててしまったことを悔やんでおり、その償いにキラーの手に掛かって死ぬことを望んでいる。最後はキラーに自らのナイフを託し息を引き取った。

### ギャブ・ファー一味
ファットバジャー
かつてシェルドラドを支配していた大魔王。4人の勇者によってオーラの玉に封印されていたが、最後の力を振り絞り玉に亀裂を入れ、宇宙を放浪していたギャブ・ファーをシェルドラドに呼び寄せる。ドラドシティーで貝の勇者に敗れた後はギャブ・ファーに回収され、ラストダンジョンで改造されて再び目の前に立ち塞がる。
バヌーダ
ディープ博士の潜水艦を盗んだモンスター。人質を捕りながらも自分から人質を主人公達の方に殴り飛ばしてしまうなどかなり間抜けな性格。一度倒されても復活しグラフィックが変化する。
ヌバチ、バギス
バイオベースでグシューが嗾けてくる植物と昆虫の姿をしたモンスター。戦闘前は人をモンスターに改造するための大型シリンダーに入れられているため、バイオベースで改造された一般人の成れの果てと思われる。
グジュー
ギャブ・ファーの娘。実はクシューラの正体で彼女に成りすまし謀略活動を行っていた。ドグラーやゼニムにオーラの玉を奪取するよう陰で操っていた張本人でもある。その真実を明かし、自らが指揮を任されているバイオベースへ主人公を拉致する。そこで主人公をシェルドラド中から集めた人々と同様モンスターに改造しようと企むが、駆けつけた仲間達に敗れ主人公を奪還された。貝の勇者に興味を持ち、仲間に誘ったりする。ギャブ・ファー基地での戦闘後は主人公に対して情が移り、侵略を止めるようギャブ・ファーを説得するが、逆らったため殺害される。最後に主人公をギャブ・ファーの攻撃から庇い、主人公に対して仲間になりたかったことを言い残して息絶える。
クインアンティー
ギャブ・ファー前線隊長。永遠の谷捜索のために貝獣島へ侵攻し、住民達を全員ギャブ・ファーの基地へと連れ去る。
ドクター・ノヴァ
ギャブ・ファー親衛隊の大幹部で科学者。基地の地下でさらってきた人間の栄養分を吸い取り、ギャブ・ファーの卵の育成及び防衛を行っていた。戦闘中にダイダロス-3を呼び寄せる。
プリンス
ノヴァが守っていた部屋に置かれていた卵から羽化したギャブ・ファーの跡取りとなる息子。
ヘラクライス
ノヴァと同じくギャブ・ファー親衛隊の大幹部。手下を先に戦わせてから挑むなど姑息。
ギャブ・ファー
本作のラストボス。宇宙から飛来した昆虫型の異星人。ファットバジャーを復活させた張本人。使えないと判断すれば娘でも平気で殺す冷酷な性格。最初は幼体の姿をしているが、一度倒されると成体に進化する。最後は主人公達に敗れオーラの玉に封印された。

### シェルドラドに住む種族
人間
一般的に見かける種族。
貝獣
貝を持つ小さな亜人種族。貝獣島に暮らしている。
サボテン族
その名の通り、サボテンを擬人化させたような姿をした植物人の一種。チクリーで暮らしている。サボテン族の男性達は物語の冒頭でさらわれてしまう。
狼族
南の森サウサで暮らしていた獣人種族。数が少なく絶滅の危機に瀕している。
オーク族
豚の獣人種族。大津波で絶滅したらしく、ゲーム中で見られるのは生き残りであるピッギーのみ。
シーマン族
人の上半身と魚の下半身を持つ種族。
モグール族
モグラに似た種族。人間の言葉を話すことができず「プー」としか話さない。
仮面族
仮面を付けて生活している人間の一族。
熊族
モスウッドに暮らす獣人種族。主に木こりの仕事をしている者が多い。
鳥族
いわゆる鳥人。背中に生えた翼で空を飛ぶことができる。バドラー島の出身で鳥族のほとんどは警備兵を務めている。
ヘクス人
石でできた体を持つ亜人種族。ヘクス島で暮らしている。
ガーディアン族
孤島で暮らす種族。物語の途中で敵に襲われ全滅する。
コルドバーン人
コルドバーンに暮らす人間の名称。
カメレオン族
カメレオンの獣人。カメレオン村で暮らす。

## 移植版
| No. | タイトル         | 発売日         | 対応機種                     | 開発元   | 発売元   | メディア                              | 型式 | 備考 | 出典  |
| --- | ---------------- | -------------- | ---------------------------- | -------- | -------- | ------------------------------------- | ---- | ---- | ----- |
| 1   | 大貝獣物語MOBILE | 2006年11月27日 | FOMA90xiシリーズ （iアプリ） | ハドソン | ハドソン | ダウンロード （着☆あぷ♪ボンバーマン） | -    |      | [ 3 ] |
| 2   | 大貝獣物語MOBILE | 2008年2月28日  | BREW対応機種 （EZアプリ）    | ハドソン | ハドソン | ダウンロード （着信☆あぷり♪）         | -    |      | [ 4 ] |

大貝獣物語MOBILE
FOMA90xiシリーズ対応iアプリ、EZアプリ(BREW)にて配信されている。
追加要素としてビジュアルシーンが30枚近く追加されている。他キャライラストもデフォルメされたイラストとなっている。
また、オリジナル版では設定ミスにより入手不可能だったアイテムが一部入手可能になっている。
戦闘シーンやダンジョンの探索、ストーリーはオリジナル版に忠実で、多くのグラフィックは携帯アプリ用にリメイクされている。しかし、キャラクターを操作することによるワールドマップ・街中での移動ができず、街・施設を選択して移動する形になっている。

## スタッフ
- 原作：原裕朗
- スーパーバイザー：原裕朗
- シナリオ：原裕朗、野中俊也
- キャラクター、モンスター・デザイン：野中俊也
- バトル、フィールド・デザイン：松井淳
- システム・デザイン：渡辺英嗣
- アシスト：えんどうみほ
- メイン・プログラマー：若林哲也
- プログラマー：菊池賢次、中田伸一
- バトル・プログラマー：木村和之、田中俊介
- フィールド・プログラマー：宮内崇、石丸博史
- チーフ・デザイナー：関口暁信、岡田寿夫
- マップ・デザイナー：武田真由美、久保久、大竹浩史、蟹江則宏
- キャラクター・デザイナー：多田知美
- バトル・デザイナー：相馬英樹、後藤幸徳、大谷達也、本間寧
- 音楽：六土開正
- 音楽プログラム：古屋拓道、嶋倉一朗
- 企画：中田伸一、及川英紀、桑原司
- ディレクター：藤原茂樹
- プロデューサー：藤原茂樹
- プログラム・アシスト：青山光（青山公士）、米川正樹、日野清治
- デザイン・アシスト：山本次行、関島俊文、芳賀覚、高坂和史、五嶋一人、堀井敏輝、佐藤裕、野中和彦
- プロジェクト・アシスト：三上由起子、阿諏訪理子、佐藤徹
- エグゼクティブ・プロデューサー：工藤裕司

## 評価
ゲーム誌『ファミコン通信』の「クロスレビュー」では7・6・6・6の合計25点（満40点）、『ファミリーコンピュータMagazine』の読者投票による「ゲーム通信簿」での評価は以下の通りとなっており、21.7点（満30点）となっている。
| 項目 | キャラクタ | 音楽 | お買得度 | 操作性 | 熱中度 | オリジナリティ | 総合 |
| 得点 | 3.8        | 3.6  | 3.4      | 3.6    | 3.7    | 3.5            | 21.7 |